# 부여여자중학교
부여여자중학교(扶餘女子中學校)는 대한민국 충청남도 부여군 부여읍 쌍북리에 있는 공립 중학교로, 1959년 6월 24일에 개교되었다.

## 학교 연혁
- 1959년 5월 30일 : 부여여자중학교 설립인가(6학급)
- 1959년 6월 24일 : 개교일
- 1979년 11월 14일 : 현 위치로 이전
- 2024년 1월 28일 : 제65회 졸업식(109명) 총 졸업생 수 15,797명
- 2024년 3월 4일 : 신입생 77명 입학
- 2024년 9월 1일 : 제28대 고정옥 교장 부임

## 참고 자료
- 부여여자중학교 - 한국교육학술정보원 학교알리미